# Associated Motors Corporation
Associated Motors Corporation war ein US-amerikanischer Hersteller von Automobilen.

## Unternehmensgeschichte
Oscar Sperling war Vizepräsident bei der Rotary Scraper Company. Diesen Posten gab er auf. 1921 gründete er sein eigenes Unternehmen. Der Sitz war am Broadway in New York City. Die Produktion fand bei Crow-Elkhart in Elkhart in Indiana statt. Der Markenname lautete Sperling. 1923 endete die Produktion.

## Fahrzeuge
Die Fahrzeuge waren für den Export vorgesehen. Sie hatten Rechtslenkung. Der Vierzylindermotor kam von der Supreme Motors Corporation. Er leistete 34 PS. Das Fahrgestell hatte 290 cm. Erhältlich waren ein offener Tourenwagen für 980 US-Dollar und eine Limousine für 1450 Dollar. Außerdem bestand die Möglichkeit, nur das Fahrgestell zu kaufen, entweder montiert oder in Teilen.